# Carga (filme)
Carga é um filme português de drama, realizado por Bruno Gascon e produzido por Joana Domingues. Estreou em Portugal a 8 de novembro de 2018.

## Sinopse
O filme segue a vida de um camionista português que atravessa a Europa de forma a transportar uma jovem russa apanhada numa rede de tráfico de pessoas. Todo o ambiente é montado de forma a transbordar a realidade crua e obscura que é um dos mundos muito ocorrentes nos tempos atuais.

## Produção
O filme foi rodado em vários locais, entre os quais na Beira Baixa, no Colégio de São Fiel, em Louriçal do Campo, na Serra da Gardunha, e em Belmonte.

## Elenco
- Michalina Olszańska como Viktoriya / Alanna
- Vítor Norte como António
- Rita Blanco como Luísa
- Sara Sampaio como Anna
- Miguel Borges como Mário
- Dmitry Bogomolov como Viktor
- Ana Cristina de Oliveira como Sveta
- Duarte Grilo como Ian Gard
- Rui Porto Nunes como violador da Viktoriya
- Rui Luís Brás como violador da Anna
- Carlota Ladeiro como Verónika
- Kim Grygierzec como Yulia
- Beatriz Pires como Mia
- João Artur Santos